# Mats Gyllenberg
Mats Gyllenberg (ur. 15 grudnia 1955 w Helsinkach) – fiński matematyk i inżynier, od 2004 profesor Uniwersytetu Helsińskiego. W pracy naukowej zajmuje się biomatematyką i układami dynamicznymi.

## Życiorys
Studiował na Technicznym Uniwersytecie Helsińskim, gdzie w 1987 uzyskał też stopień doktora. Przez wiele lat był związany zawodowo z macierzystą uczelnią, od 2004 pracuje jako profesor na Uniwersytecie Helsińskim.
Swoje prace publikował m.in. w „Journal of Mathematical Biology”, „Bulletin of Mathematical Biology”, „Journal of Theoretical Biology”, „Discrete and Continuous Dynamical Systems", „Journal of Differential Equations" i „Proceedings of the American Mathematical Society". Przez wiele lat był redaktorem „Journal of Mathematical Biology”.
W 2019 roku wygłosił wykład sekcyjny na konferencji Dynamics, Equations and Applications (DEA 2019). Członek Finnish Academy of Science and Letters i Finnish Society of Sciences and Letters, a od 2018 także członek korespondent Austriackiej Akademii Nauk.
Wypromował ponad 20 doktorów.